# Awanhard Monastyryszcze
Awanhard Monastyryszcze (ukr. Міні-футбольний клуб «Авангард» Монастирище, Mini-Futbolnyj Kłub "Awanhard" Awanhard Monastyryszcze) – ukraiński klub futsalu, mający siedzibę w mieście Monastyryszcze, w obwodzie czerkaskim. W 1992 występował w pierwszych nieoficjalnych futsalowych rozgrywkach Mistrzostw Ukrainy.

## Historia
Chronologia nazw:
- 1990: Awanhard Monastyryszcze (ukr. «Авангард» Монастирище)

Klub futsalowy Awanhard Monastyryszcze został założony w Monastyryszczach w 1990 roku i reprezentował miejscową fabrykę budowy maszyn. Klub był sekcją klubu piłkarskiego, który powstały w końcu lat 70. XX wieku. W 1990 zespół startował w pierwszych rozgrywkach Wyższej Ligi ZSRR, zajmując 12.miejsce. Również w 1990 zakwalifikował się do ósemki najlepszych zespołów, grających w turnieju finałowym Pucharu Ukraińskiej SRR. W 1991 brał udział w II mistrzostwach ZSRR w Wyższej Lidze ZSRR. W 1992 zespół debiutował w pierwszych nieoficjalnych mistrzostwach niepodległej Ukrainy. Został sklasyfikowany na ostatniej 13.pozycji. W sezonie 1993/94 debiutował w profesjonalnych rozgrywkach Pierwszej Ligi Ukrainy, zajmując 12.miejsce. Sezon 1994/95 zakończył na dziewiątej pozycji. Jednak w następnym sezonie klub zrezygnował z dalszych występów na poziomie profesjonalnym i potem z przerwami występował w rozgrywkach amatorskich.

## Barwy klubowe, strój
| Czerwony | Czarny |

Zawodnicy klubu zazwyczaj grali swoje mecze domowe w niebieskich strojach.

## Sukcesy

### Trofea międzynarodowe
Nie uczestniczył w rozgrywkach europejskich (stan na 31-05-2019).

### Trofea krajowe
| \| \| Zdobyte trofea w rozgrywkach Ukrainy (stan na: 31-05-2019) \| |                                                            |      |          |
| Rozgrywki                                                           | Osiągnięcie                                                | Razy | Sezon(y) |
| · Mistrzostwo                                                       | I miejsce                                                  | 0    |          |
| · Mistrzostwo                                                       | II miejsce                                                 | 0    |          |
| · Mistrzostwo                                                       | III miejsce                                                | 0    |          |
| · Mistrzostwo                                                       | 13.miejsce                                                 | 1    | 1992     |
| Puchar                                                              | zdobywca                                                   | 0    |          |
| Puchar                                                              | finalista                                                  | 0    |          |
| II liga                                                             | I miejsce                                                  | 0    |          |
| II liga                                                             | II miejsce                                                 | 0    |          |
| II liga                                                             | III miejsce                                                | 0    |          |
| II liga                                                             | 9.miejsce                                                  | 1    | 1994/95  |
| Ukraina                                                             | Zdobyte trofea w rozgrywkach Ukrainy (stan na: 31-05-2019) |      |          |

## Struktura klubu

### Stadion
Klub rozgrywał swoje mecze domowe w Hali Sportowej w Monastyryszczach. Pojemność: 500 miejsc siedzących.

### Sponsorzy
- fabryka budowy maszyn